# Кутузовский проезд (Домодедово)
Кутузовский проезд — проезд в центральной части города Домодедово Московской области. Проезд расположен недалеко от железнодорожной станции Домодедово Павелецкого направления Московской железной дороги. Название связано с прохождением русской армии под предводительством Михаила Илларионовича Кутузова через эти места в ходе преследования войск Наполеона во время Отечественной войны 1812 года.

## Описание
Кутузовский проезд в городе Домодедово берет свое начало от пересечения с улицей Корнеева на круговом перекрестке и далее уходит в западном, а позднее в северо-западном направлении. Заканчивается проезд на пересечении с улицей Кирова.
По ходу движения с начала улицы проезд пересекают Школьная улица, Каширское шоссе, Ленинская улица, Рабочая улица, Красная улица, Октябрьская и Красноармейская улица. Слева по ходу движения примыкают Колхозный проезд и улица Новая.
Кутузовский проезд на всем своем протяжении является улицей с односторонним движением, за исключением участка въезда/выезда на круговой перекрёсток и сам круговой перекресток на пересечении с улицей Корнеева.
Нумерация домов по Кутузовскому проезду идет со стороны улицы Корнеева.
Почтовый индекс Кутузовского проезда в городе Домодедово Московской области — 142000.

## Примечательные здания и сооружения
- Архитектурный ансамбль площади 30-летия Победы.
- Жанровая скульптура (памятник) Владимиру Ильичу Ленину — площадь 30-летия Победы;.
- Администрация городского округа Домодедово — площадь 30-летия Победы, владение 1[2].
- Детский сквер — пересечение Кутузовского проезда и Каширского шоссе.
- Муниципальное бюджетное учреждение культуры городского округа Домодедово «Историко-художественный музей» — Каширское шоссе, владение 52/15. Открытие музея состоялось в 1992 году. Основная экспозиция посвящена истории края, а также Отечественной войне 1812 года и Великой Отечественной войне 1941—1945 годов[3].
- Уголовно-исполнительная инспекция по Управления Федеральной службы исполнения наказаний России по Московской области, филиал по городскому округу Домодедово — Кутузовский проезд, владение 10.
- Главное управление административно-технического надзора Московской области, территориальный отдел № 24 — Каширское шоссе, владение 42.

## Транспорт
По Кутузовскому проезду осуществляется движение общественного транспорта. Здесь проходят городские автобусные маршруты идущие на автостанцию.